# Котляр Євген Миколайович
Котля́р Євге́н Микола́йович (нар. 14 квітня 1980, Харків, УРСР — пом. 20 лютого 2014, Київ, Україна) — активіст екологічного руху, учасник Євромайдану, Герой України, Герой Небесної сотні. Загинув від кулі снайпера на вулиці Інститутській у Києві.

## Біографія
Євген Котляр народився й виріс у місті Харкові. Випускник Харківського педагогічного ліцею № 4, навчався у Харківському державному технічному університеті радіоелектроніки. Останні роки працював промисловим альпіністом.
У 2010 році брав участь у громадських протестах проти незаконної вирубки парку імені Максима Горького (нині — Центральний парк). Став одним із активістів новоствореної екологічної організації «Зелений Фронт». Аби перешкодити вирубці, протестуючі прив'язували себе до дерев, а альпіністи сиділи на них. Збереглись зйомки зрубу дерева, на якому сидить Євген Котляр.
У 2010—2013 роках Євген Котляр брав участь в екологічних та політичних акціях протесту в Харкові.
З перших днів Революції гідності був на харківському Євромайдані. Після силового розгону студентів приїхав до Києва, де залишався до кінця з кількаденними перервами. Записався до 3-ї сотні, майже всі ночі чергував, переважно на барикаді біля Лядських воріт.
Після початку «мирного наступу» негайно повернувся з Харкова, куди поїхав на декілька днів до батька, прибув до Києва ввечері 18 лютого. 18—19 лютого провів на Майдані, чергував і відбудовував барикади.
20 лютого 2014 року, вранці, від початку штурму був на Інститутській вулиці, виносив поранених до готелю «Україна». На численних відео з вулиці Інститутської зафіксовано Євгена Котляра у синьому спортивному шоломі та зеленому дощовику з металевим щитом, який прикриває винесення поранених та загиблих. О 09:55 був поранений навиліт у шию та в стегно. Першу допомогу отримав у холі готелю «Україна», проте від отриманих поранень помер в машині швидкої допомоги.
Громадянська панахида по Євгену Котляру відбулася 23 лютого 2014 року біля пам'ятника Тарасові Шевченку. Похований на  міському кладовищі № 17.
У Євгена Котляра залишилися батько й молодша сестра Надія.

## Вшанування пам'яті

Меморіальна дошка Євгену Котляру

Меморіальна дошка на стіні Іоано-Богословського храму

Про Євгена Котляра знято два фільми. 14 березня 2015 року в кінотеатрі «Боммер» відбулася прем'єра фільму Володимира Чистиліна «Герої не вмирають» про трьох харків'ян-героїв Небесної сотні. 17 квітня 2015 року в харківському кінотеатрі імені Олександра Довженка відбувся прем'єрний показ фільму «Герой України Євген Котляр», який був знятий на основі спогадів рідних, друзів, світлин із сімейного архіву та документальних кадрів.
Створено збірку спогадів рідних і друзів Євгена та його світлин.
Відкриті меморіальні дошки в ліцеї, де навчався Євген, в ХНУРЕ та на Іоано-Богословському храмі.
У вересні 2015 року у фойє на другому поверсі Харківського національного університету радіоелектроніки було встановлено пам’ятний знак на честь Євгена Котляра. Згодом на фасаді університету з’явилася меморіальна дошка. З 1 вересня 2015 року в музеї ХНУРЕ діє постійна експозиція, присвячена його пам’яті. Меморіальну дошку також відкрито у Харківському педагогічному ліцеї № 4, де він навчався.
На честь Небесної сотні в Харкові названа площа, а на честь Євгена Котляра названа вулиця. Планується встановлення пам'ятника.
Батько героя — харків'янин Микола Іванович Котляр — написав вірш на смерть сина:

| Сыну Моя кровинка, я горжусь тобой В тылу не ждал огонь заградотряда Ты мог уйти. Ты принял этот бой, Хотя свистели роем пули рядом. Когда на землю падали друзья — С фанерками нельзя в такую драку! — Казалось — даже выстоять нельзя, Вы поднялись и Вы пошли в атаку Я б так не смог. Немногие б смогли. Склоняюсь к дорогому изголовью. Вы гордость, совесть, честь своей земли, И землю эту Вы полили кровью Прости, я снова плачу, мой герой. Ты принял не спонтанное решенье. Как ты мне нужен здесь, сейчас, живой Я ненавижу жертвоприношенье Герої не вмирають! |

## Нагороди
- Звання Герой України з удостоєнням ордена «Золота Зірка» (посмертно) — за громадянську мужність, патріотизм, героїчне відстоювання конституційних засад демократії, прав і свобод людини, самовіддане служіння Українському народу, виявлені під час Революції гідності[18].
- Медаль «За жертовність і любов до України» (УПЦ КП, червень 2015) (посмертно)[19]
- Грамота Верховного архієпископа Києво-Галицького Святослава (УГКЦ, травень 2016, посмертно)[20]
- Чин українського шляхтича (посмертно) від «Українського шляхетського товариства»[21].